# Кле (Изер)
Кле (фр. Claix) — коммуна во Франции, находится в регионе Рона — Альпы. Департамент коммуны — Изер. Входит в состав кантона Фонтен-Сейссине. Округ коммуны — Гренобль.
Код INSEE коммуны — 38111. Население коммуны на 2006 год составляло 7589 человек. Населённый пункт находится на высоте от 226 до 1960 метров над уровнем моря. Муниципалитет расположен на расстоянии около 490 км юго-восточнее Парижа, 100 км юго-восточнее Лиона, 9 км юго-западнее Гренобля. Мэр коммуны — Michel Octru, мандат действует на протяжении 2014—2020 гг.
Динамика населения (INSEE):